# Kolegium jezuitów w Krakowie (ul. M. Kopernika)
Kolegium jezuitów przy bazylice pod wezwaniem Najświętszego Serca Jezusa, przy ulicy Kopernika 26, sięga swoich początków 1868 roku. Jego początki wiążą się z ponownym przybyciem jezuitów do Krakowa w 1867 i otwarciem w kamienicy zbudowanej przy klasztorze kanoników regularnych (ul. Bożego Ciała) studiów filozoficznych i teologicznych dla jezuitów. Przeniosła się tu jednocześnie również ze Lwowa kuria prowincjalska prowincji galicyjskiej Towarzystwa Jezusowego. 
Jezuici korzystali z kaplicy domowej kanoników i pomagali w pracy duszpasterskiej w kościele Bożego Ciała. W 1868 zakupiono posiadłość przy ul. Kopernika i 10 października 1868 otwarto w istniejących tam budynkach kolegium krakowskie, przenosząc się z klasztoru kanoników regularnych. 
Tymczasową trójnawową kaplicę publiczną urządzono w 1870. Kolegium budowano etapami na podstawie planów Antoniego Łuszczkiewicza, Ignacego Miarczyńskiego, Stanisława Krzyżanowskiego, Franciszka Mączyńskiego. Wielokrotnym kierownikiem robót był brat zakonny Stanisław Dydek SJ.
Podczas I i II wojny światowej mieścił się w kolegium szpital wojskowy. Z chwilą wybuchu wojny w 1939 gmach kolegium został udostępniony z umeblowaniem na szpital wojskowy, zaś sami jezuici zatrzymali kilkanaście pokoi, z których zostali wyrzuceni przez Niemców 23 czerwca 1941 roku. Po powrocie jezuitów do części kolegium w 1946 wyposażono na nowo pokoje mieszkalne, których nie zajmował szpital państwowy. Kolegium zostało zwrócone jezuitom w całości ostatecznie etapami dopiero w latach 1980-96.
Obecnie dużą część kolegium zajmują pomieszczenia Ignatianum. 
Na tej samej parceli znajdują się jeszcze Dom pisarzy im. Piotra Skargi SI, Wydawnictwo WAM oraz Biblioteka Naukowa Jezuitów.